# FARMAGIA
『FARMAGIA』（ファーマギア）は、マーベラスより発売されたゲームソフト。対応プラットフォームはNintendo Switch・PlayStation 5・PC（Steam配信）で、Switch/PS5版は2024年11月1日、Steam版は同年11月2日に発売された。
メディアミックスとして、テレビアニメが2025年1月から3月まで放送された。

## 概要
マーベラスの新規IPによるダンジョン攻略型の3Dアクションゲーム。2024年5月31日配信の「MARVELOUS GAME SHOWCASE 2024」にて発表された。
人間とモンスターが共存する世界「フェリシダ」を舞台にモンスターを使役する農夫「ファーマギア」の戦いを描く。キャラクターデザインには漫画家の真島ヒロが起用されている。
「モンスターファーミングアクション」と称した、農場や牧場でモンスターを収穫・育成しダンジョン攻略の戦力とするゲームシステムを特徴とする。

## 登場キャラクター
声の項に記載されている声優はゲーム・テレビアニメ共通。
テン
声 - 天﨑滉平、小坂井祐莉絵（幼少期）
本作の主人公。
レイ
声 - 土田玲央、夏生（幼少期）

アルシェ
声 - 佐倉綾音

チーカ
声 - 水瀬いのり

イメロ
声 - 下野紘、吉森未沙希（幼少期）

アンザー
声 - 佐藤拓也

デントロ
声 - 千葉繁

ナーレス
声 - 小松未可子

ルクロ
声 - 種﨑敦美

グラーザ
声 - 中尾隆聖

リサーン
声 - 日笠陽子

マナス
声 - 内山昂輝

コルプス
声 - 稲田徹

ロレーユ
声 - 大原さやか

ディルクロム
声 - 津田健次郎

エーダ
声 - 手塚ヒロミチ

ビーザ
声 - 石狩勇気

ザナス
声 - ？？？

## 用語・設定
フェリシダ

ファーマギア

## 主題歌
「ライフ イズ ビューティフル」
ASIAN KUNG-FU GENERATIONによるテーマソング。作詞・作曲は後藤正文。

## テレビアニメ
2025年1月から3月までTOKYO MXほかにて放送された。担当声優の配役はゲーム版と同じである。

### スタッフ
- 原作 - 『FARMAGIA』（マーベラス）[3]
- キャラクター原案 - 真島ヒロ[3]
- 総監督 - 石平信司[3]
- 監督 - 佐野聡彦[3]
- シリーズ構成 - 根元歳三[3]
- キャラクターデザイン - 飯泉俊臣[3]
- モンスターデザイン - 陸田聡志[3]
- プロップデザイン - きむらひでふみ[3]
- 色彩設計 - 川上善美[3]
- 美術監督・美術設定 - 西山正紀[3]
- 撮影監督 - 岩崎敦[3]
- 3D監督 - 秋元央[3]
- 編集 - 邊見俊夫[3]
- 音響監督 - 森下広人[3]
- 音響制作 - デルファイサウンド[3]
- 音楽 - 睦月周平[3]
- 音楽制作 - マーベラス
- 音楽プロデューサー - 堤健一郎
- プロデューサー - 加藤正純、鰐渕基広
- アニメーションプロデューサー - 角田章
- 制作統括 - 飯島弘志
- アニメーション制作 - ブリッジ[3]
- 製作 - FARMAGIA project

### 主題歌（テレビアニメ）
「ライフ イズ ビューティフル」
ASIAN KUNG-FU GENERATIONによるオープニングテーマ。作詞・作曲は後藤正文。
「miss-dystopia」
そこに鳴るによるエンディングテーマ。作詞・作曲・編曲は鈴木重厚。

### 各話リスト
| 話数 | サブタイトル             | 脚本       | 絵コンテ | 演出                | 作画監督                                                                    | 総作画監督        | 初放送日       |
| ---- | ------------------------ | ---------- | -------- | ------------------- | --------------------------------------------------------------------------- | ----------------- | -------------- |
| #01  | 戦乱の始まり             | 根元歳三   | 石平信司 | 佐野聡彦            | 岩井亮太 豊田真希 久野紗世                                                  | 犬塚政彦 飯泉俊臣 | 2025年 1月10日 |
| #02  | 叛逆のアウリオン         | 根元歳三   | 佐野聡彦 | 佐野ちゃこ          | 戸川克洋 小見川美穂                                                         | 小見川美穂        | 1月17日        |
| #03  | 敵地の再会               | 根元歳三   | 佐野聡彦 | 中村侑登            | 江上夏樹 正木優太 五十嵐のぞむ 村上直紀 糸島雅彦                            | 柴田ユウジ        | 1月24日        |
| #04  | 結びつく絆               | 根元歳三   | 佐野聡彦 | 粟井重紀            | 犬塚政彦 佐野聡志 岩井亮太 壹岐悠ノ介 周婧 黄华 C.J.T                       | 犬塚政彦          | 1月31日        |
| #05  | 筋肉の都へ               | 足木淳一郎 | 石平信司 | 前嶋弘史 鈴木香代子 | 加藤綾乃 酒井遥 吴晓菜                                                      | 飯泉俊臣          | 2月7日         |
| #06  | 屍を越えて               | 足木淳一郎 | 石平信司 | 伊藤史夫            | 岡部実 糸島雅彦 STUDIO CL                                                   | 渡辺健一          | 2月14日        |
| #07  | 真実の代償               | 足木淳一郎 | 佐野聡彦 | 角田章              | 江上夏樹 村上直紀 正木優太 五十嵐のぞむ                                     | 柴田ユウジ        | 2月21日        |
| #08  | 選ばれし者               | 根元歳三   | 佐野聡彦 | 中村侑登            | 犬塚政彦 豊田真希 岩井亮太 藤田ひかる 山本洋平 周婧 黄华                    | 犬塚政彦          | 2月28日        |
| #09  | 三人の天使               | 根元歳三   | 石平信司 | 前嶋弘史 鈴木香代子 | 吴晓菜                                                                      | 飯泉俊臣          | 3月7日         |
| #10  | 闇を抜けて               | 足木淳一郎 | 石平信司 | 渡辺純央            | 糸島雅彦 森悦史 周婧 黄华 STUDIO CL                                         | 渡辺健一          | 3月14日        |
| #11  | 兄の道                   | 根元歳三   | 石平信司 | 山内東生雄          | 川辺雄介 村上直紀 江上夏樹 正木優太 豊田真希 周婧 黄华                      | 柴田ユウジ        | 3月21日        |
| #12  | セントベルト・ドラゴンズ | 根元歳三   | 佐野聡彦 | 中村侑登            | 犬塚政彦 佐野聡志 壹岐悠ノ介 藤田ひかる 山本洋平 豊田真希 岩井亮太 糸島雅彦 | 犬塚政彦 飯泉俊臣 | 3月28日        |

### 放送局
| 放送期間                | 放送時間                     | 放送局             | 対象地域   | 備考                      |
| ----------------------- | ---------------------------- | ------------------ | ---------- | ------------------------- |
| 2025年1月10日 - 3月28日 | 金曜 22:30 - 23:00           | TOKYO MX           | 東京都     |                           |
|                         | 金曜 23:00 - 23:30           | BS11               | 日本全域   | BS放送 / 『ANIME+』枠     |
| 2025年1月11日 - 3月29日 | 土曜 2:53 - 3:23（金曜深夜） | 毎日放送           | 近畿広域圏 |                           |
| 2025年1月26日 -         | 日曜 16:00 - 16:30           | キッズステーション | 日本全域   | CS放送 / リピート放送あり |

| 配信開始日    | 配信時間                | 配信サイト | 備考                   |
| ------------- | ----------------------- | --- | ---------------------- |
| 2025年1月10日 | 金曜 22:30 - 23:00      | ABEMA | 地上波同時配信         |
|               | 金曜 22:30 更新         | ABEMA Lemino アニメタイムズ | 地上波同時配信         |
| 2025年1月14日 | 火曜 12:00 以降順次更新 | DMM TV dアニメストア FOD Hulu J:COM STREAM milplus Amazon Prime Video TELASA U-NEXT アニメ放題 バンダイチャンネル                   | 見放題配信             |
|               |                         | FASTch キッズステーションEX MBS動画イズム TVer ニコニコチャンネル ニコニコ生放送                                                    | 最新話期間限定無料配信 |
|               |                         | J:COM STREAM MBS動画イズム milplus music.jp Rakuten TV TELASA カンテレドーガ ニコニコチャンネル バンダイチャンネル ビデオマーケット | 都度課金配信           |

### BD
| 巻  | 発売日        | 収録話         | 規格品番   |
| --- | ------------- | -------------- | ---------- |
| BOX | 2025年4月23日 | 第1話 - 第12話 | MJHX-02062 |